# Улица Народной Воли
У́лица Наро́дной Во́ли (до 1919 года состояла из нескольких улиц — Монастырской, Земской и Нагорной) расположена в центре города Екатеринбурге между улицами Московской и Мичурина. Пересекает территорию Ленинского и Октябрьского административных районов города. Направлена с запада на восток, общая протяженность улицы — 2870 м. Улица состоит из двух участков: между улицами Московской и Белинского и ул. Луначарского и Мичурина, разделенных территорией детского парка им. Павлика Морозова и зданием СГТРК (на месте бывшей Сенной площади). Современное название было дано улице в 1919 году.

## Происхождение названия
Происхождение названия улицы было названо в память о Народной воле

## Транспорт
Движение наземного общественного транспорта по улице не осуществляется 

## История и достопримечательности
Улица Народной Воли начала формироваться в конце XVIII века в виде коротких отрезков от улицы Уктусской. Получила развитие в западной части при открытии Ново-Тихвинского женского монастыря и образовании Щепной площади (участок улицы от реки Исеть до Сенной площади назывался Земской улицей). В первой половине XIX века начала застраиваться восточная часть улицы. Улица продолжалась от Сенной площади до 2-й Восточной улицы, минуя северный склон Плешивой горки, где располагалась магнито-метеорологическая обсерватория. Эта часть современной улицы Народной Воли называлась Нагорной улицей. В 1919 году все части были объединены в одну улицу. 
Среди достопримечательностей улицы: парк Зеленая роща (на месте бывшего монастырского кладбища), музей Г. К. Жукова (на территории монастыря), перестроенное здание Земской управы (на пересечении с улицей Розы Люксембург), южный фасад усадьбы Железнова.